# Aujourd'hui (film)
Pour les articles homonymes, voir Aujourd'hui et Tey.
Pour plus de détails, voir Fiche technique et Distribution.
Aujourd'hui (Tey) est un film dramatique franco-sénégalais réalisé par Alain Gomis, sorti en 2013.

## Synopsis
Aujourd’hui, c’est la dernière journée de Satché, il sait qu’il va mourir ce soir. Satché sait que cela va arriver, même s’il est en parfaite santé. Mais il l’accepte. Il parcourt les rues de sa ville, passe aux endroits stratégiques de son passé : la maison de ses parents, son premier amour, ses amis d’adolescence… Une manière pour l’exilé revenu au pays de faire à nouveau connaissance avec son pays d’origine.

## Fiche technique
- Titre : Aujourd'hui
- Réalisation : Alain Gomis
- Scénario : Alain Gomis
- Directeur de la photographie : Crystel Fournier
- Montage : Fabrice Rouaud
- Direction artistique : Delphine Gomis
- Producteur : Eric Idriss Kanango, Oumar Sall et Gilles Sandoz
  - Coproducteur : Alain Guesnier
- Production : Maïa Cinéma, Agora Films, Cinékap et Granit Films
- Distribution : Jour2fête, Guetty Felin
- Pays :  France,  Sénégal
- Genre : drame
- Durée : 1 h 28
- Sortie : 
  -  France : 9 janvier 2013

## Distribution
- Saul Williams : Satché
- Djolof Mbengue : Sele
- Anisia Uzeyman : Rama
- Aïssa Maïga : Nella
- Mariko Arame : La mère de Satché
- Alexandre Gomis : Lexou
- Frank M. Ahearn : Lui-même

## Distinctions
- FESPACO 2013[1] :
  - Étalon d'or
  - Prix d'interprétation masculine pour Saul Williams
  - Prix spécial INALCO
  - Prix spécial de l'intégration de l'UEMOA (co-attribué avec La Pirogue de Moussa Touré)